# Advanced Stream Redirector
Pour les articles homonymes, voir ASX.
Advanced Stream Redirector (ASX) est un format de fichier basé sur le XML et utilisé pour le stockage de listes de fichiers dans Windows Media afin de les partager sur Internet.
Il peut être lu automatiquement par le logiciel libre VLC media player afin de jouer les médias qu'il contient sur tous les systèmes d'exploitation compatibles avec VLC.
Comme tout fichier XML, un fichier ASX peut éventuellement être lu avec un logiciel lecteur ou éditeur de texte afin de connaître le nom du fichier vidéo ainsi que l'adresse du serveur de téléchargement.

## Exemple
```
 
<asx
 
version=
"3.0"
>

   
<title>
Exemple.com
 
Flux
 
actif
</title>

 

   
<entry>

     
<title>
Courte
 
annonce
 
à
 
jouer
 
avant
 
le
 
flux
 
principal
</title>

     
<ref
 
href=
"http://exemple.com/annonce_format_win_media_audio.wma"
/>

     
<DURATION
 
VALUE=
"HEURE:MINUTE:SECONDE.00"
/>

     
<param
 
name=
"aNomParametre"
 
value=
"aValeurParametre"
/>

   
</entry>

   

   
<entry>

     
<title>
Flux
 
principal
</title>

     
<ref
 
href=
"http://exemple.com/actif.wma"
/>

     
<author>
Exemple.com
</author>

     
<copyright>
©2005
 
Exemple.com
</copyright>

   
</entry>

 
</asx>

```